# Eta Canis Minoris
Eta Canis Minoris (η CMi / 5 Canis Minoris / HD 58923) és un estel a la constel·lació del Ca Menor de magnitud aparent +5,24. S'hi troba a 351 anys llum del sistema solar.
Eta Canis Minoris és una estrella geganta blanc-groga de tipus espectral F0III amb una temperatura superficial aproximada de 7.000 K. 70 vegades més lluminosa que el Sol, el seu diàmetre és 6 vegades més gran que el diàmetre solar i la seva massa és unes 2,5 vegades major. Rota amb una velocitat d'almenys 54 km/s, i el seu període de rotació és inferior a 5 dies. Al començament de la seuaa vida va ser un estel blanc-blavós de tipus B9 —no gaire diferent de com és hui Markab (α Pegasi)—, i actualment s'hi troba en una etapa avançada de la seva evolució estel·lar. En un futur s'expandirà mentre augmenta la seva lluminositat, expulsant després les seves capes exteriors, per acabar la seva vida com una nana blanca.
Eta Canis Minoris forma un sistema binari amb un estel de magnitud +11,1 visualment a 4 segons d'arc. La lluminositat visual d'aquest acompanyant és 1/3 part de la del Sol, cosa per la qual hom pensa que és una nana de tipus K1 semblant a α Centauri B. Orbitant a una distància mínima de 440 ua de l'estel principal, triga almenys 5.000 anys a completar una òrbita.